# Paola
Paola  è un nome proprio di persona italiano femminile.

## Varianti
- Femminili:
  - Alterati: Paolina[1][3], Paoletta
- Maschili: Paolo

### Varianti in altre lingue
- Ceco: Pavla[2]
- Croato: Paula[2]
  - Alterati: Pavica[2]
- Danese: Paula[2]
- Emiliano: Pèvla
- Finlandese: Paula[2]
- Francese: Paule[2]
  - Alterati: Paulette[2]
- Inglese: Paula[2]
  - Alterati: Pauletta[2]
- Islandese: Pála[2]
- Latino: Paula[1][2]
- Norvegese: Paula[2]
- Olandese: Paula[2]
- Polacco: Paula[2]
- Portoghese: Paula[2]
- Rumeno: Paula[2]
- Sloveno: Pavla[2]
- Spagnolo: Paola[2], Paula[2]
- Svedese: Paula[2]
- Tedesco: Paula[2]
- Ungherese: Paula[2]

## Origine e diffusione
Deriva dal supernomen e poi nomen latino Paula, femminile di Paulus; vuol dire "piccola", "non grande", e in senso lato "modesta", "umile".

## Onomastico
Generalmente, l'onomastico si festeggia il 26 gennaio in memoria di santa Paola, vedova romana, matrona della famiglia degli Scipioni, discepola di san Girolamo e poi badessa a Betlemme; svariate altre sante e beate hanno portato questo nome, e sono ricordate alle date seguenti;.
- 24 gennaio, beata Paola Gambara Costa, terziaria francescana[5][6]
- 26 febbraio, santa Paula Montal Fornés (Paola di San Giuseppe Calasanzio), fondatrice delle Religiose delle scuole pie[6]
- 3 giugno, santa Paola, vergine e martire a Costantinopoli[5]
- 11 giugno, santa Paola Frassinetti, religiosa[5][6]
- 18 giugno, santa Paola, martire a Malaga con san Ciriaco[5][6]
- 20 luglio, santa Paola, vergine e martire a Damasco[5]
- 30 luglio, beata Paola Asserio, monaca clarissa[5]
- 10 agosto, santa Paola, vergine e martire a Cartagine con le sante Agatonica e Bassa[5]
- 18 agosto, beata Paola Montaldi, religiosa clarissa[5][6]
- 20 agosto, santa Paola, martire a Cartagine[5]
- 15 dicembre, santa Maria Crocifissa Di Rosa, al secolo Paola Francesca Maria, fondatrice delle Ancelle della carità[5][6]
- 24 dicembre, santa Paola Elisabetta Cerioli, vedova e fondatrice delle Suore della Sacra Famiglia di Bergamo[6]

## Persone

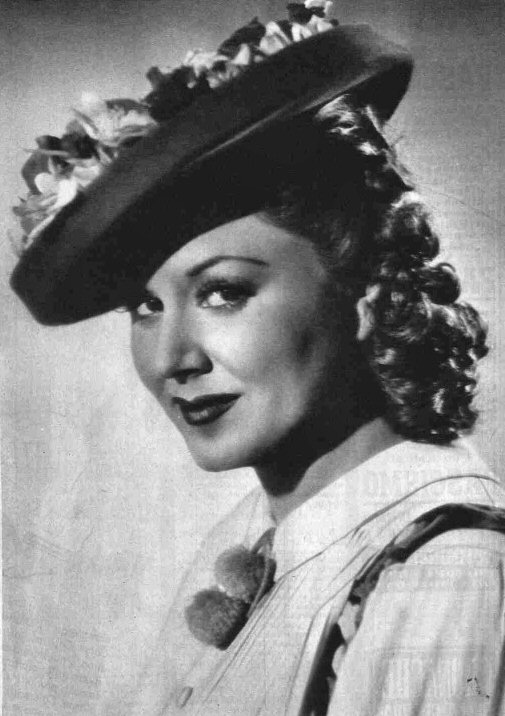
Paola Barbara

- Paola, nobile, religiosa e santa romana
- Paola Barale, showgirl, conduttrice televisiva e attrice italiana
- Paola Barbara, attrice italiana
- Paola Binetti, politica italiana
- Paola Borboni, attrice italiana
- Paola Cortellesi, attrice, comica, imitatrice e showgirl italiana
- Paola Iezzi, cantautrice, musicista e produttrice discografica italiana
- Paola Lombroso Carrara, giornalista, scrittrice e pedagogista italiana
- Paola Minaccioni, attrice e comica italiana
- Paola Perego, conduttrice televisiva, attrice e imprenditrice italiana
- Paola Pitagora, attrice italiana
- Paola Ruffo di Calabria, regina del Belgio
- Paola Turci, cantautrice italiana

### Variante Paula

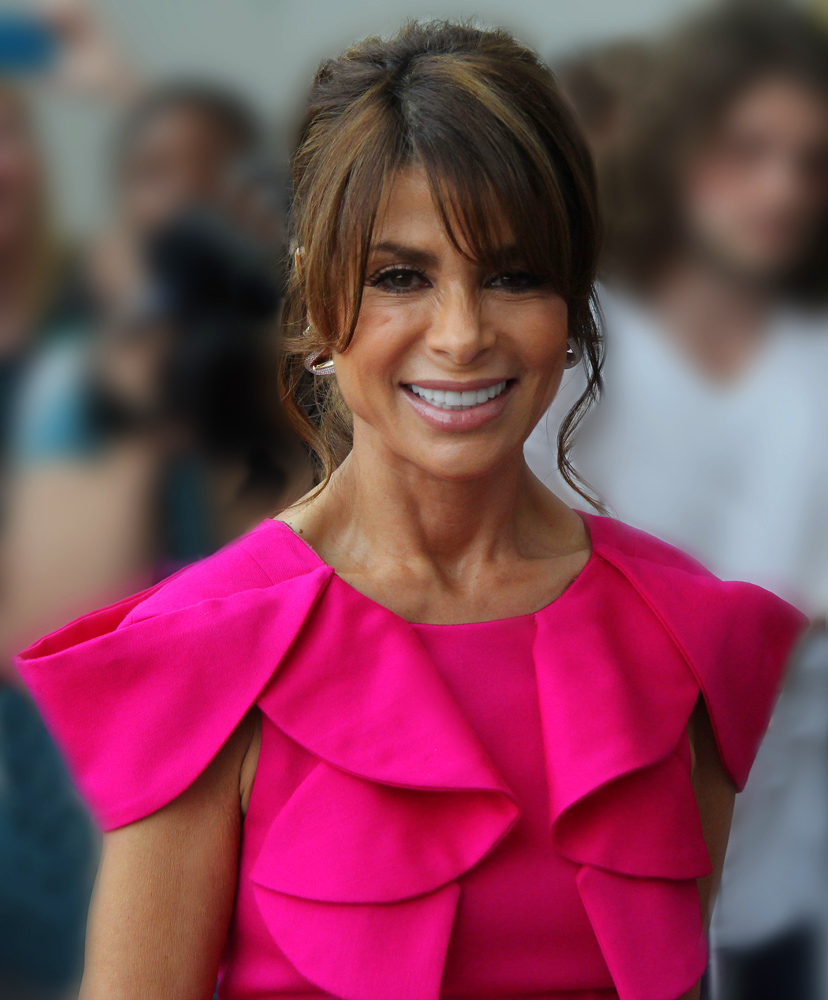
Paula Abdul

- Paula Abdul, cantante, ballerina e personaggio televisivo statunitense
- Paula Broadwell, scrittrice, militare e giornalista statunitense
- Paula Cole, cantante statunitense
- Paula Fox, scrittrice statunitense
- Paula Garcés, attrice colombiana naturalizzata statunitense
- Paula Hawkins, politica statunitense
- Paula Hitler, sorella di Adolf Hitler
- Paula Koivuniemi, cantante finlandese
- Paula Modersohn-Becker, pittrice tedesca
- Paula Prentiss, attrice statunitense
- Paula Seling, cantante rumena
- Paula Wagner, produttrice cinematografica statunitense
- Paula Wessely, attrice e produttrice cinematografica austriaca

### Altre varianti
- Paoletta, disc jockey e conduttrice radiofonica italiana
- Pavla Davidová, cestista ceca
- Paulette Dubost, attrice francese
- Paulette Goddard, attrice statunitense
- Pavla Hamáčková, atleta ceca
- Paoletta Magoni, sciatrice alpina italiana
- Paule Marshall, scrittrice statunitense
- Paule Mink, attivista francese
- Pauley Perrette, attrice e cantante statunitense

## Il nome nelle arti
- Paolina è una canzone scritta da Ivan Graziani.
- Paola è la protagonista della canzone Rosso relativo di Tiziano Ferro.
- Paula Brooks è un personaggio dei fumetti DC Comics.
- Paula Caplan è un personaggio del film del 1965 Agente 007 - Thunderball: Operazione tuono, diretto da Terence Young.